# Joe Klecker
Joe Klecker (* 16. November 1996 in Minneapolis, Minnesota) ist ein US-amerikanischer Leichtathlet, der sich auf den Langstreckenlauf spezialisiert hat.

## Sportliche Laufbahn
Joe Klecker wuchs in Minnetonka auf und studierte ab 2015 an der University of Colorado Boulder und wurde 2017 NCAA-College-Hallenmeister im 3000-Meter-Lauf sowie 2019 über 5000 Meter. 2021 nahm er im 10.000-Meter-Lauf an den Olympischen Sommerspielen in Tokio teil und gelangte dort mit 28:14,18 min auf Rang 16. Im Jahr darauf erreichte er bei den Weltmeisterschaften in Eugene mit 27:38,73 min Rang neun und 2023 wurde er bei den Weltmeisterschaften in Budapest nach 29:03,41 min 20.
2022 wurde Klecker US-amerikanischer Meister im 10.000-Meter-Lauf.

## Persönliche Bestleistungen
- 3000 Meter: 7:39,18 min, 6. Februar 2021 in Phoenix
  - 3000 Meter (Halle): 7:34,14 min, 11. Februar 2023 in New York City
- 2 Meilen: 8:11,55 min, 21. August 2021 in Eugene
  - 2 Meilen (Halle): 8:14,20 min, 13. Februar 2021 in New York
- 5000 Meter: 12:55,16 min, 2. Juni 2023 in Florenz
  - 5000 Meter (Halle): 12:54,99 min, 27. Januar 2023 in Boston
- 10.000 Meter: 27:07,57 min, 4. März 2023 in San Juan Capistrano